# متحف ريفرسايد
متحف ريفرسايد (بالإنجليزية: Riverside Museum)‏ هو أحد أكثر المباني الثقافية الحديثة الذي صممته زها حديد، وافُتتح رسميًا في 20 يونيو 2011، وقد حل المتحف بدلًا من متحف غلاسكو للمواصلات، الذي انتقل إلى مدينة كليفن هول. يطل المتحف على نهر كلايد بواجهته المصقولة التي ترتفع 36 مترًا، وبسقفه المتعرج المكسو بالزنك. هيكل المبنى من الفولاذ الصلب، وبُني على موقع حوض قديم لصناعة السفن وبنائها. ويتميز بمساحة واسعة للعرض مقدارها سبعة آلاف مترًا مربعًا، خالية من الأعمدة الداعمة. وقد تكلف بناءه 106 مليون دولار. وأُعلن في 18 مايو 2013 عن فوز المتحف بجائزة المتحف الأوروبي للعام ذاته.